# Kalimantan Meridionale
Il Kalimantan Meridionale (in indonesiano Kalimantan Selatan, spesso abbreviato in Kalsel) è una provincia dell'Indonesia. Con i suoi 36985 km² è la più piccola delle quattro province indonesiane di Kalimantan, la parte indonesiana dell'isola del Borneo. La sua capitale è Banjarmasin.
La provincia ha una popolazione di 2 984 000 abitanti (censimento 2000).

## Geografia politica
Il Kalimantan Meridionale è diviso in 11 reggenze (kabupaten) e 2 municipalità (kota).

Le reggenze sono: 
1. Balangan (Paringin)
2. Banjar (Martapura)
3. Barito Kuala (Marabahan)
4. Hulu Sungai Centrale (Barabai)
5. Hulu Sungai Settentrionale (Amuntai)
6. Hulu Sungai Meridionale (Kandangan)
7. Kotabaru (Kotabaru)
8. Tabalong (Tanjung)
9. Tanah Bumbu (Batulicin)
10. Tanah Laut (Pleihari)
11. Tapin (Rantau)

Le municipalità sono:
1. Banjarbaru
2. Banjarmasin

## Storia
Il Kalimantan Meridionale inizialmente faceva parte del Kalimantan Centrale. Tuttavia, a causa della politica di migrazione del governo, molte persone sono emigrate dall'isola di Giava a Kalimantan, dove sono sorti numerosi contrasti tra gli immigrati giavanesi, principalmente di fede musulmana, e i locali dayak, per la maggior parte di fede cristiana. A causa di questo problema, il governo ha dovuto separare il Kalimantan Centrale creando due nuove province: il Kalimantan Centrale di maggioranza dayak di fede cristiana e il Kalimantan Meridionale dove risiede la maggior parte degli immigrati giavanesi di fede musulmana.